# Heinz-Dieter Heckmann
Heinz-Dieter Heckmann (* 30. Dezember 1953 in Lübbecke; † 12. Juni 2016 in Münster) war ein deutscher Philosoph und Professor an der Universität des Saarlandes. Sein Hauptarbeitsgebiet war die Philosophie des Geistes.
Heckmann besuchte das Söderblom-Gymnasium in Espelkamp. Nach dem Abitur 1972 studierte er seit dem Wintersemester 1972 – mit einer längeren Unterbrechung durch den Zivildienst – bis 1981 Philosophie, Germanistik, Soziologie und Pädagogik an der Universität Münster und promovierte mit einer Arbeit über Wahrheitstheorien. Seit 1999 hatte er eine Professur in Saarbrücken inne.
Heckmanns 1994 veröffentlichtes Buch Mentales Leben und materielle Welt gehört zu den frühen Auseinandersetzungen mit der Philosophie des Geistes im deutschsprachigen Raum. Heckmann beschäftigte sich mit der Frage nach der reduktiven Erklärbarkeit des Bewusstseins, was sich etwa in Buchprojekten zum Qualiaproblem und zur mentalen Verursachung äußerte. Heckmann profilierte sich immer wieder durch eine Kritik reduktionistischer Konzepte, ohne dabei auf die Wahrheit eines Dualismus zu schließen.

## Veröffentlichungen (Auswahl)
- Was ist Wahrheit? Eine systematisch-kritische Untersuchung philosophischer Wahrheitsmodelle. Winter, Heidelberg 1981, ISBN 3-533-03060-1 (= Dissertation Universität Münster).

- Mentales Leben und materielle Welt. Eine philosophische Studie zum Leib-Seele-Problem. De Gruyter, Gruyter, Berlin 1994, ISBN 3-11-013963-4.
- Hg. mit Frank Esken: Bewußtsein und Repräsentation. Mentis, Paderborn 1999, ISBN 3-89785-051-6.
- Hg. mit Sven Walter: Physicalism and Mental Causation. Imprint Academic, Exeter 2003, ISBN 0-907845-47-9.
- Hg. mit Sven Walter: Qualia – Ausgewählte Beiträge. 2. Aufl. Mentis, Paderborn 2006, ISBN 3-89785-448-1.